# Bathophilus flemingi
Bathophilus flemingi és una espècie de peix de la família dels estòmids i de l'ordre dels estomiformes.

## Morfologia
- Els mascles poden assolir 16 cm de longitud total.[3][4]

## Reproducció
És ovípar amb larves i ous planctònics.

## Alimentació
Menja petits crustacis.

## Depredadors
Als Estats Units és depredat per Thunnus alalunga.

## Hàbitat
És un peix marí i d'aigües profundes que viu entre 225-1.370 m de fondària.

## Distribució geogràfica
Es troba des de la Colúmbia Britànica (Canadà) fins a la Península de Baixa Califòrnia (Mèxic), incloent-hi el Golf d'Alaska.